# Dewinsee
Der Dewinsee ist ein See in  Biesenthal im Landkreis Barnim in Brandenburg. Historisch wurde der See als Danewitzer See bezeichnet.
Der rund 9,5 ha große und bis zu 4 Meter tiefe See liegt in einem Waldgebiet nahe der L200 (ehemals Bundesstraße 2) bei Biesenthal zwischen Bernau und Eberswalde in Brandenburg. Der südliche Abfluss mündet in den Langeröner Fließ. Ursprünglich ist der Dewinsee ein abflussloser See. 1553 erhielt M. v. Arnim die Erlaubnis, den See über einen Graben zu entwässern.
Der See tauchte damit auch erstmalig urkundlich auf (aus dem See der Dowien). Der Name leitet sich von altpolabisch *Dḝvin- für 'mädchenhaft, jungfräulich' ab.
Seit 2012 wird der See wieder durch Biber besiedelt.
Als Vereinsgewässer wird der See vom örtlichen Angelverein genutzt, der auch die Bootsliegeplätze verwaltet. Der Dewinsee ist im DAV-Führer als Fischereigewässer Nr. 1698  F 03-105 gelistet. Die Untere Wasserbehörde ist nach dem Brandenburgischen Wassergesetz (BbgWG) für den Dewinsee zuständig.
Fischbestand: Aal, Barsch, Brassen, Güster, Hecht, Karpfen, Rotauge, Schleie und Zander.